# Голосіїв

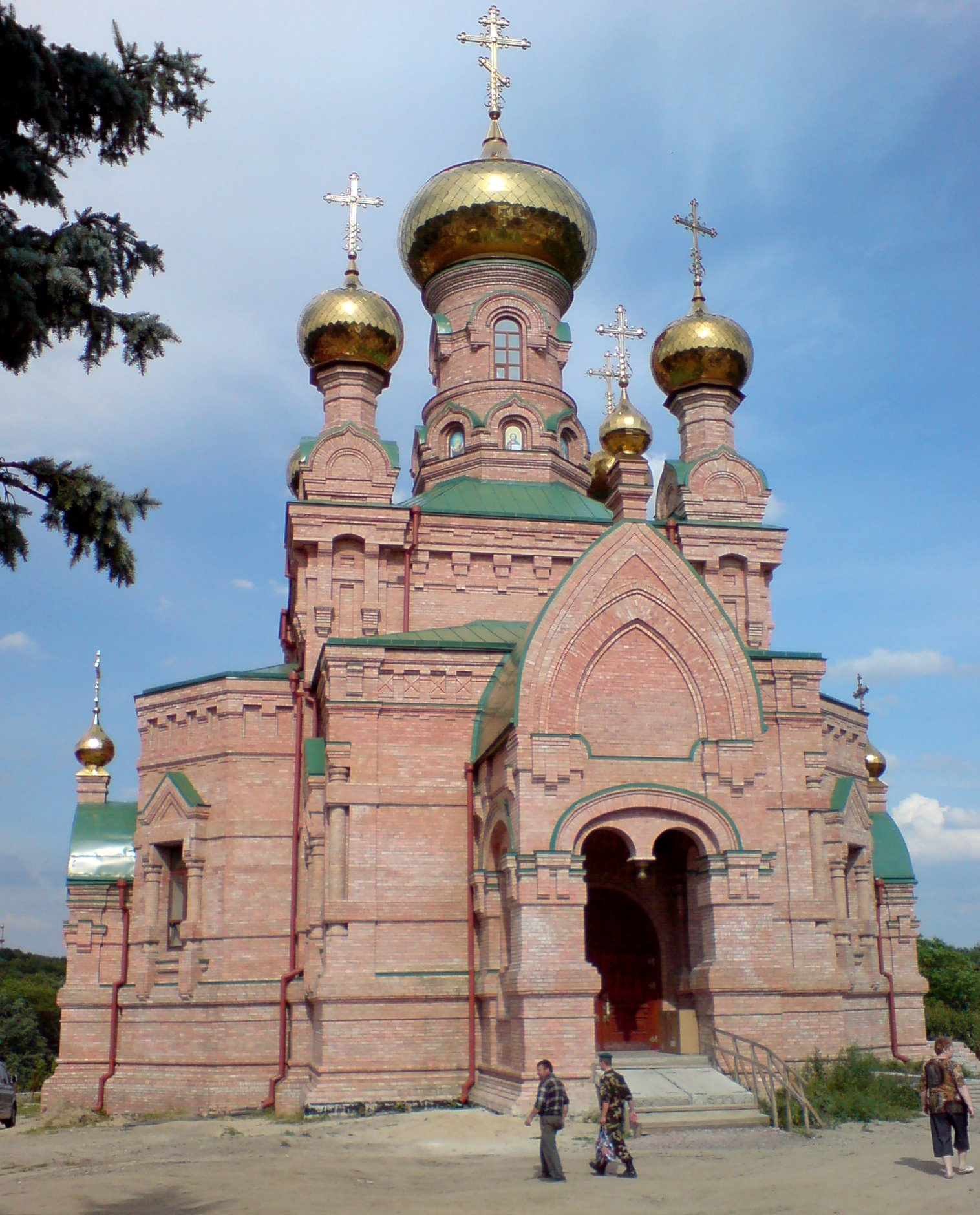
Голосіївська пустинь (Свято-Покровський монастир)

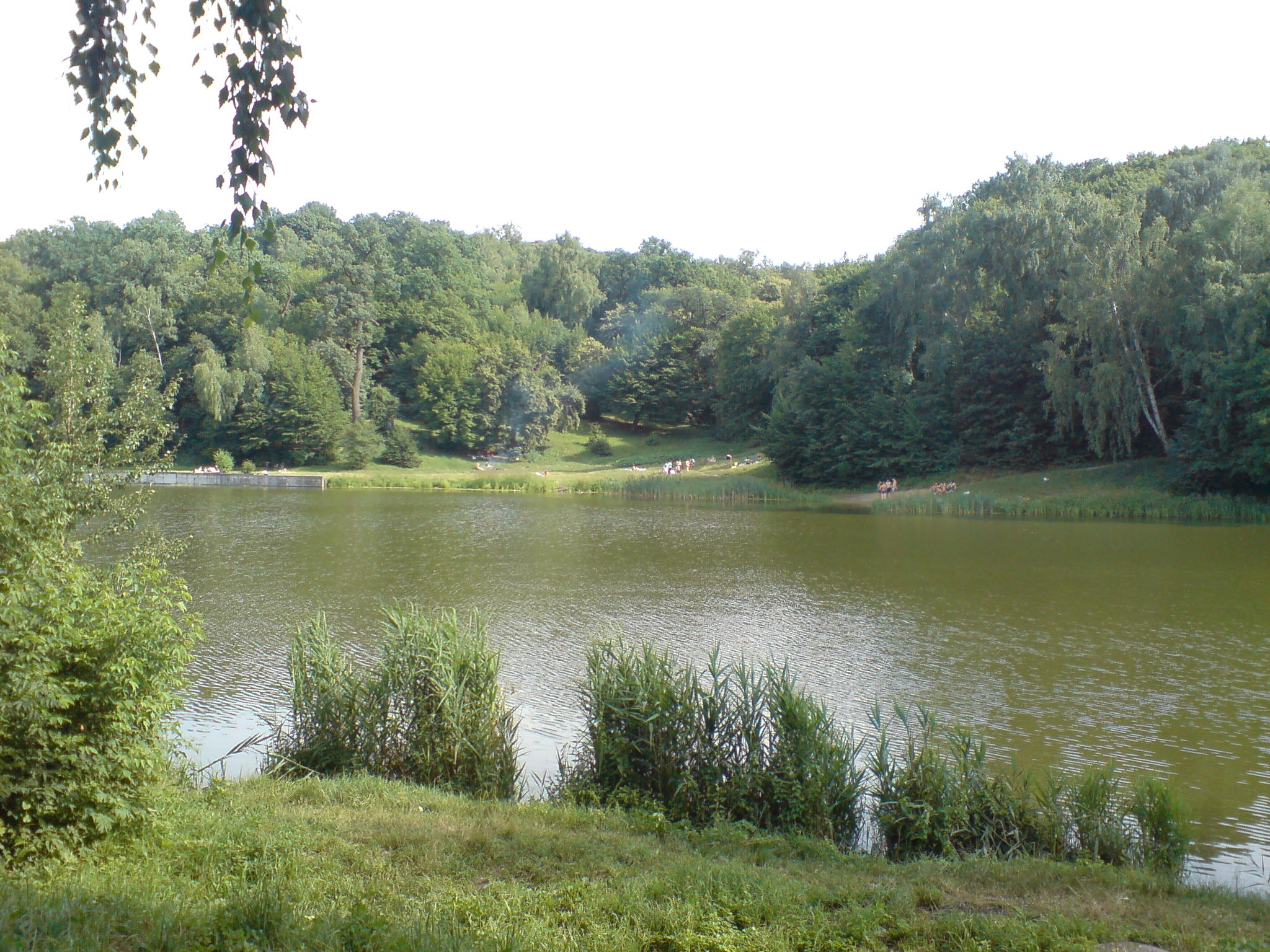
На Дідорівських ставках

Голосіїв (ст.-укр. Голосѣевъ) — історична місцевість міста Києва. Розташований у Голосіївському районі, у південній частині міста між Добрим Шляхом, Деміївкою, Теремками, Феофанією та Мишоловкою, охоплюючи Голосіївський ліс (входить до складу Голосіївського національного природного парку) і частину забудови вздовж Голосіївського проспекту і Васильківської вулиці.

## Назва
Існує декілька версій походження назви. За однією з них, ліс був голо сіяний, тобто штучно посаджений на порожньому місці. За іншою, тут начебто голосили жінки, що втратили своїх чоловіків у часи нападу на Київ татар (XV століття). Друга версія здається неймовірною, оскільки історична транскрипція «Голосѣевъ» містить корінь «сіяти» (церк.-слов. сѣять), а не «голосити» (церк.-слов. гласить).
Під впливом російської мови багато людей називають один із районів Києва як Голосієво, проте українською мовою доречно та правильно вимовляти — Голосіїв. Назва району Голосіїв відмінюється так, як і Київ або Миколаїв: Голосіїв, Голосієва, Голосієву, Голосіїв, Голосієвом, (у) Голосієві, (по) Голосієву, Голосієве. Вираз «У Голосієво» — це суржикова форма.

## Історія
Згадується 1541 року як володіння Києво-Печерської лаври, 1617 року — як Голосіївський хутір. У 1631 році тоді ще архімандрит Києво-Печерської лаври, а пізніше митрополит Петро Могила збудував у цьому монастирському володінні церкву на ім'я св. Великомученика Іоанна Сочавського, який походив із рідної йому Молдови, а також дім для себе, заклав сад та монастир (зараз ця територія входить до складу ботанічного саду Національного університету біоресурсів і природокористування). Монастир розташовувався серед великого масиву лісу, який також належав до Лаври, і тому ця територія тривалий час залишалася порівняно малозабудованою.
Під час Першої світової та Громадянської війн Голосіївський ліс зазнав великої шкоди: вікові дуби було вирубано на 2 км навкруги Деміївки. Зі встановленням радянської влади монастирські володіння було націоналізовано, і територія лісу почала забудовуватись.
У 1922–1923 роках колишнє монастирське господарство Голосіїв і сусіднє лісництво перейшли до Сільськогосподарського інституту, утвореного на базі колишнього агрономічного факультету Київського політехнічного інституту. У 1925–1932 роках на гребені пагорба, що заходить углиб Голосіївського лісу з північного боку, був збудований комплекс Всеукраїнської сільськогосподарської академії (тепер — Національний університет біоресурсів і природокористування України) із шести будівель у стилі українського необароко (архітектор — Дмитро Дяченко). Споруди Голосіївської пустині, сформованої протягом трьох століть, використовувались як господарчі, у 1950–1960-х роках їх було розібрано, як такі, що не мають художньої цінності. У 1990-ті — 2000-ні роки Голосіївську пустинь (Свято-Покровський монастир) було відновлено і відбудовано.
Під час Німецько-радянської війни територією Голосіївського лісу, зокрема недалеко від комплексу Академії, проходила лінія оборони Києва. У серпні 1941 року війська гітлерівської Німеччини пройшли село Хотів та хутір Феофанію і підступили до Мишоловки та Голосіївського лісу.
Регулярні війська та загони студентів-ополченців сільськогосподарського та лісотехнічного інститутів тримали оборону, і 11-13 серпня німецькі війська були зупинені і відкинуті майже до попереднього рубежу укріпрайону. З тих часів збереглись окопи на гребені пагорба, що заходить у глибину лісу, поряд у 1972 році було встановлено пам'ятний знак. У 1979 році на території Сільськогосподарської академії (на розі вулиць Героїв Оборони і Генерала Родимцева) було встановлено меморіальний комплекс воїнам, полеглим у роки Великої Вітчизняної війни 1941—1945 років.
У 1955–1958 роках у західній частині Голосіївського лісу було збудовано комплекс Виставки досягнень народного господарства УРСР (нині — Національний експоцентр України). Наприкінці 1957 року у північній частині Голосіївського лісу було закладено Голосіївський парк, 1964 року названий на честь видатного українського поета Максима Рильського (1895—1964), який жив поруч із парком (зокрема, у 1959 році вийшла поетична збірка Максима Рильського під назвою «Голосіївська осінь»). У будинку, де жив поет (теперішня адреса — вулиця Максима Рильського, 7), працює літературно-меморіальний музей Максима Рильського.

## Об'єкти, розташовані на території місцевості
У районі Голосієва розташовані також Головна астрономічна обсерваторія НАН України, Клінічна лікарня «Феофанія» та Всеукраїнський центр радіохірургії, Інститут бджільництва ім. П. І. Прокоповича, Національний музей бджільництва України, Національний експоцентр України, низка Горіхуватських ставків (у Голосіївському парку) та Голосіївських ставків (також відомих під назвою Дідорівські, у Голосіївському лісі). Голосіївський ліс входить до складу Голосіївського національного природного парку, створеного згідно з Указом Президента України В. А. Ющенка у 2007 р.
На південній околиці — Національний музей народної архітектури та побуту України у Пирогові.
У районі Голосієва існують проспект Голосіївський, вулиця, площа і провулок Голосіївські. вулиця Горіхуватський шлях мала назву Голосіївський шлях.

## Галерея
| \| \| \| \| \| \| \| \| Голосіївський ліс \| \| \| \| \| \| |  |  |  |  |  |
|                                                             |  |  |  |  |  |
| Голосіївський ліс                                           |  |  |  |  |  |